# Ici
ici, tot januari 2025 gekend als France Bleu is een Frans netwerk van 43 regionale radiozenders in Frankrijk van de publieke omroep Radio France.
De regionale radiozenders van het netwerk beginnen allemaal met ici (voorheen met France Bleu), gevolgd door hun lokalisatie (regio, departement, stad). Deze regionale strategie is vergelijkbaar met televisiezender France 3.
France Bleu zendt uit op de FM-band in heel Frankrijk, maar sinds 2016 niet meer op de AM-band (middengolf) 

## Historie
Dit overzicht is mogelijk incompleet; u kunt helpen door het uit te breiden.
Op 4 september 2000, na de fusie van de radiozenders les locales de Radio France en Radio Bleue, werd France Bleu gecreëerd.

## Het netwerk France Bleu
Dit is een lijst van regionale zenders van het netwerk France Bleu, waarvan France Bleu 107,1 voor de regio Île-de-France de belangrijkste is.
- France Bleu 107.1 – 107,1 MHz,
- France Bleu Alsace – 102,6 (Mulhouse)
- France Bleu Armorique – 103,1 (Rennes)
- France Bleu Auxerre – 100,5 (Sens)
- France Bleu Azur – 103,8 (Nice)
- France Bleu Basse Normandie – 102,6 (Caen)
- France Bleu Béarn – 102,5 (Pau)
- France Bleu Belfort Montbeliard – 106,8 (Belfort)
- France Bleu Berry – 103,2 (Bourges)
- France Bleu Besançon – 101,4 (Besançon)
- France Bleu Bourgogne – 87,8 (Troyes)
- France Bleu Breizh Izel – 93,0 (Brest)
- France Bleu Champagne – 100,9 (Charleville-Mézières)
- France Bleu Corse Frequenza Mora – 88,2 (Île d'Elbe)
- France Bleu Cotentin – 100,7 (Cherbourg)
- France Bleu Creuse – 94,3 (Guéret)
- France Bleu Drôme Ardèche – 87,9 (Valence)
- France Bleu Gard Lozère – 104,9 (Mende)
- France Bleu Gascogne – 100,5 (Bayonne)
- France Bleu Gironde – 100,1 (Bordeaux)
- France Bleu Haute-Normandie – 100,1 (Rouen)
- France Bleu Hérault – 101,1 (Montpellier)
- France Bleu Isère – 101,8 (Lyon)
- France Bleu La Rochelle – 103,9 (Saintes)
- France Bleu Limousin – 103,5 (Limoges)
- France Bleu Loire Océan – 101,8 (Nantes)
- France Bleu Lorraine Nord – 98,5 (Metz)
- France Bleu Maine – 105,7 (Sablé-sur-Sarthe)
- France Bleu Mayenne – 96,6 (Laval-Evron)
- France Bleu Nord – 94,7 (Rijsel)
- France Bleu Orléans – 100,9 (Orléans)
- France Bleu Pays Basque – 101,3 (Bayonne)
- France Bleu Pays d'Auvergne – 102,5 (Clermont-Ferrand)
- France Bleu Pays de Savoie – 106,1 (Gex)
- France Bleu Périgord – 91,7 (Limoges)
- France Bleu Picardie – 102,8 (Sailly-Saillisel)
- France Bleu Poitou – 106,4 (Parthenay)
- France Bleu Provence – 103,6 (Marseille)
- France Bleu Roussillon – 101,6 (Perpignan)
- France Bleu Sud Lorraine – 100,0 (Épinal)
- France Bleu Toulouse - 90,5 (Toulouse)
- France Bleu Touraine – 105,0 (Tours)
- France Bleu Vaucluse – 100,4 (Avignon)